# Eeuwige Schoonheid; sieraden van oud-Javaans goud, 4e - 15e eeuw
Eeuwige Schoonheid; sieraden van oud-Javaans goud, 4e - 15e eeuw was een tentoonstelling in het Tropenmuseum van 2 juli 1993 tot 2 januari 1994.

## Thompsoncollectie
In deze tentoonstelling werd de privécollectie getoond van de Canadees Hunter Thompson, een vermogende beleggingsadviseur die zijn geld had gestoken in zeldzame gouden voorwerpen uit de Indo-Javaanse periode (4e-15e eeuw). Thompson zelf had het Tropenmuseum benaderd met het voorstel zijn collectie te exposeren in Nederland, het Europese land waar men immers het meest af wist van de cultuur van het oude Indonesië. De Thompsoncollectie was al uitgebreid bestudeerd en geperiodiseerd door John Miksic, een Amerikaanse historicus en archeoloog verbonden aan de Nationale Universiteit van Singapore en een van de zeer weinige experts op dit gebied. Vijf jaar eerder was de collectie tentoongesteld geweest in het Nationaal Museum van Singapore. Miksic had toen zijn eerste boek over deze collectie geschreven. Enkele jaren later schreef hij zijn tweede, meer uitgebreide boek.

## Expositie
Om en nabij de 500 objecten werden geëxposeerd: vingerringen, beneden- en bovenarmbanden, halskettingen, grepen van dolken, handvatten van waaiers en parasols, priesterattributen, grafgiften, dodenmaskers, en meer. De tentoonstelling was ingedeeld op basis van de door Miksic geformuleerde stijlkenmerken en historische perioden. De Engelstalige brochure die het Tropenmuseum uitgaf bij de goudexpositie was gebaseerd op de beide boeken van Miksic, waarvan het laatst verschenene, Old Javanese Gold, tijdens de expositie in het museum te koop was.

## Symposium
In het kader van de tentoonstelling werd in het Tropeninstituut een dagsymposium gehouden waarin antieke Javaanse voorwerpen werden belicht vanuit verschillende disciplines. De vier voordrachten en de paneldiscussie werden later gebundeld in een Bulletin van het Instituut onder redactie van conservator W.H. Kal.

## Brochure
- Eternal Beauty; Jewelry of Old Javanese Gold, 4th-15th Century. Amsterdam: Tropenmuseum, 1993.